# Coupe de France
Coupe de France ili Coupe Charles Simon je francuski nogometni kup u kojem se mogu natjecati svi profesionalni i amaterski klubovi. Organizira ga Francuski nogometni savez, a prvo natjecanje održano je 1918. U početku, kup je nosio ime po Charlesu Simonu, francuskom nogometašu koji je poginuo u prvom svjetskom ratu. S 16 naslova, Paris Saint-Germain je najuspješniji klub u ovom natjecanju.

## Naslovi po klubovima
| Klub                     | Naslova | Godina |
| ------------------------ | ------- | --- |
| Paris Saint-Germain FC   | 16      | 1982., 1983., 1993., 1995., 1998., 2004., 2006., 2010., 2015., 2016., 2017., 2018., 2020., 2021., 2024., 2025. |
| Olympique de Marseille   | 10      | 1924., 1926., 1927., 1935., 1938., 1943., 1969., 1972., 1976., 1989.                                           |
| Lille O.S.C.             | 6       | 1946., 1947,. 1948., 1953., 1955., 2011.                                                                       |
| AS Saint-Étienne         | 6       | 1962., 1968., 1970., 1974., 1975., 1977.                                                                       |
| Red Star Saint-Ouen      | 5       | 1921., 1922., 1923., 1928., 1942.                                                                              |
| RCF Paris                | 5       | 1936., 1939., 1940., 1945., 1949.                                                                              |
| AS Monaco FC             | 5       | 1960., 1963., 1980., 1985., 1991.                                                                              |
| Olympique Lyonnais       | 5       | 1964., 1967., 1973., 2008., 2012.                                                                              |
| FC Girondins de Bordeaux | 4       | 1941., 1986., 1987., 2013.                                                                                     |
| FC Nantes                | 4       | 1979., 1999., 2000., 2022.                                                                                     |
| AJ Auxerre               | 4       | 1994., 1996., 2003., 2005.                                                                                     |
| RC Strasbourg            | 3       | 1951., 1966., 2001.                                                                                            |
| OGC Nice                 | 3       | 1952., 1954., 1997.                                                                                            |
| Stade Rennais FC         | 3       | 1965., 1971., 2019.                                                                                            |
| CASG Paris               | 2       | 1919., 1925.                                                                                                   |
| Montpellier HSC          | 2       | 1929., 1990.                                                                                                   |
| FC Sète                  | 2       | 1930., 1934.                                                                                                   |
| FC Sochaux-Montbéliard   | 2       | 1937., 2007.                                                                                                   |
| Stade Reims              | 2       | 1950., 1958.                                                                                                   |
| CS Sedan Ardennes        | 2       | 1956., 1961.                                                                                                   |
| FC Metz                  | 2       | 1984., 1988.                                                                                                   |
| Guingamp                 | 2       | 2009., 2014.                                                                                                   |
| Olympique de Pantin      | 1       | 1918. |
| CA Paris                 | 1       | 1920. |
| Club Français            | 1       | 1931. |
| AS Cannes                | 1       | 1932. |
| Excelsior AC Roubaix     | 1       | 1933. |
| Girondins                | 1       | 1941. |
| É.F. Nancy-Lorraine      | 1       | 1944. |
| Toulouse FC              | 1       | 1957. |
| Le Havre AC              | 1       | 1959. |
| AS Nancy                 | 1       | 1978. |
| SC Bastia                | 1       | 1981. |
| FC Lorient               | 1       | 2002. |
| Toulouse FC              | 1       | 2023. |

## Vanjske poveznice
- Službena stranica  Arhivirana inačica izvorne stranice od 5. veljače 2007. (Wayback Machine)

| Nogomet u Francuskoj             | Nogomet u Francuskoj                                                            |
| -------------------------------- | ------------------------------------------------------------------------------- |
|                                  |                                                                                 |
| Francuski nogometni savez        |                                                                                 |
|                                  |                                                                                 |
| Reprezentacije                   | Reprezentacija • U-21                                                           |
|                                  |                                                                                 |
| Ligaška natjecanja               | Ligue 1 • Ligue 2 • CFA (4 grupe) • CFA 2 (8 grupa)                             |
|                                  |                                                                                 |
| Kup natjecanja                   | Coupe de France • Coupe de la Ligue • Trophée des Champions • Coupe Gambardella |
|                                  |                                                                                 |
| Popis klubova • Popis nogometaša |                                                                                 |

| Nogomet u Francuskoj             | Nogomet u Francuskoj                                                            |
| -------------------------------- | ------------------------------------------------------------------------------- |
|                                  |                                                                                 |
| Francuski nogometni savez        |                                                                                 |
|                                  |                                                                                 |
| Reprezentacije                   | Reprezentacija • U-21                                                           |
|                                  |                                                                                 |
| Ligaška natjecanja               | Ligue 1 • Ligue 2 • CFA (4 grupe) • CFA 2 (8 grupa)                             |
|                                  |                                                                                 |
| Kup natjecanja                   | Coupe de France • Coupe de la Ligue • Trophée des Champions • Coupe Gambardella |
|                                  |                                                                                 |
| Popis klubova • Popis nogometaša |                                                                                 |